# Haraks
Haraks (starogrško Χάραξ, latinizirano: Háraks) je največji rimski kastrum, izkopan na polotoku Krimu. Zgrajen je bil na zahodnem grebenu Ai-Todorja blizu sodobne turistične atrakcije Lastovčje gnezdo in meril štiri hektarje. 
Vojaški tabor je bil ustanovljen pod cesarjem Vespazijanom (vladal 69–79 n. št.), da bi zaščitil Herson in druga bosporska trgovska središča pred Skiti. Do konca 1. stoletja n. št. so bile rimske sile evakuirane s Krima. Nekaj desetletij kasneje je bil kastrum obnovljen in naseljen z veksilacijo I. legije Italica. Konec 2. stoletja je gostil oddelek XI. legije Claudia. Kastrum so Rimljani zapustili sredi 3. stoletja. 
Ruševine kastra je leta 1837 odkril Peter Keppen, ki je dolžino obzidja ocenil na 185 sežnjev (395 metrov). Keppen je lokacijo prepoznal kot Haraks, edini rimski kastrum na Krimu. Čeprav ni dokazov, da je to bil pravi rimski Haraks, se je ime ohranilo. Keppenovo odkritje je tako navdušilo grofa Šuvalova, da je leta 1849 financiral prva in precej amaterska izkopavanja najdišča. 
Leta 1896 so se izkopavanja nadaljevala pod nadzorom ruskega velikega kneza Aleksandra Mihajloviča, ki je dal v neposredni bližini ruševin in svetilnika iz leta 1865 zgraditi svojo poletno dačo. Izkopavanja so trajala petnajst let in odkrila veliko rimskih kovancev in bronastih predmetov. Mihael Rostovcev, ki je nadzoroval izkopavanja v imenu Univerze v Sankt Peterburgu, je Haraks označil za rimsko mesto in ne le za utrdbo, kot se je prej domnevalo. Leta 1907 so v Haraksu  odprli muzej arheoloških najdb. 
Nadaljnje raziskovanje mesta, ki ga je v letih 1931–1935 opravil Vladimir Blavacki, je razkrilo ostanke dveh javnih vodnih bazenov, term in akvadukta. Zunaj obzidja sta bila tudi telovadnica in svetišče. Blavacki in njegovi privrženci so podpirali Rostovcevovo teorijo, da so najstarejše dele obzidja  v Haraksu zgradili Tavri pred prihodom Rimljanov. Teorija je od takrat, ko je bila postavljena,  izgubila velik del svoje priljubljenosti. Teorija je predpostavljala tudi to, da so kastrum uničili umikajoči se rimski vojaki, da bi ga po umiku ne mogel uporabiti sovražnik. 